# Ноний Аспренат (трибун 44 пр.н.е.)
Ноний Аспренат (на латински: Nonius Asprenas) e политик на късната Римска република през 1 век пр.н.е. по време на убийството на Цезар.
Произлиза от фамилията Нонии, клон Аспренат. През 44 пр.н.е. Ноний Аспренат e народен трибун. Консули тази година са Гай Юлий Цезар и Марк Антоний.